# SHV Holdings
Steenkolen Handels Vereeniging, connue sous le nom de SHV Holdings, est un groupe industriel et de services néerlandais, fondé en avril 1896, spécialisé dans le transport de matières premières, de produits agricoles et dans les services financiers.
Holding familiale employant plus de 50 000 personnes, elle est, entre autres, l'une des plus grandes entreprises au monde de distribution de gaz.
Son chiffre d'affaires en 2024 était de 22,6 milliards d'euros.

## Activités

### Aux origines: le charbon
En 1896, Hendrik Adriaan van Beuningen (en) (1841-1908) et Frederik Hendrik Fentener van Vlissingen (d) (1849-1918) fondent la Steenkolen Handels-Vereeniging en fusionnant plusieurs grossistes en charbon. 
En 1907, un certain nombre d'installations de transfert de charbon ont été construites et SHV a joué un rôle important dans le développement du port de Rotterdam. En 1908, le SHV du Nederlandsche Benzol Maatschappij a été fondé. Le benzole était un produit de distillation du goudron de houille. 
C'est Frits Fentener van Vlissingen (1882-1962), fils de l'un des fondateurs, qui transforme la SHV en une entreprise multinationale et qui est à l'origine de sa croissance durant les décennies suivantes ; ses descendants possèdent encore des parts majoritaires dans ce qui deviendra la première holding multinationale néerlandaise.
En 1916, la Nederlandsche Maatschappij tot Ontginning van de Steenkolenvelden (NEMOS) a été créée, possédant alors des actions de la Mine Sophia-Jacoba de charbon en Allemagne. En 1918, une société d'investissement a été créée, appelée Unitas, qui a joué un rôle dans la création de la KLM, de Koninklijke Hoogovens et de l'Algemene Kunstzijde Unie. Robeco reprends les parts de cette mine de charbon de Sophia-Jacoba en 1973.
En 1924, SHV a commencé à exporter du charbon à l'international, en se basant sur les installations créées dès 1907.

### Le tournant pétrolier
Au cours des années 1930, l'extraction et l'usage du pétrole sont devenus de plus en plus important. En 1939, SHV a installé une station de soutage de mazout pour l'expédition. SHV a participé à la compagnie maritime VEM, qui a été le premier gros acheteur du pétrole de SHV.
Après 1945, les activités de SHV relatives au transport du charbon sur le Rhin sont transférées à la Nederlandse Rijnvaart Vereeniging (NRV). SHV devient alors propriétaire d'une chaîne de stations-service.
En 1964, la filiale Dyas est créée et est détenu à 100 % par SHV. Celle-ci investit activement par le biais de coentreprises dans l'exploration, le développement et la production de pétrole et de gaz, sur terre et en mer, presque exclusivement sur le territoire néerlandais ou britannique.
En avril 2019, Dyas a fusionné avec Oranje-Nassau Energie (ONE) et continuera sous le nom de ONE-Dyas. A l'issue de la fusion, SHV détiendra une participation de 49 % dans ONE-Dyas. ONE-Dyas a une production totale de gaz et de pétrole d'environ 35 000 barils par jour et est principalement active en mer du Nord.
Le nom de marque PAM a été introduit pour l'organisation commerciale qui fournissait l'huile et l'huile de graissage. Cette activité a été poursuivie en 1970, avec Chevron, sous le nom de Calpam.

### Le marché du gaz
Le propane était également fourni sous des marques telles que Calpam Gas et Primagaz. SHV a participé à l'exploration des réserves de gaz naturel néerlandais. Aujourd'hui, la division SHV Energy, basée à Hoofddorp, est le plus grand fournisseur de GPL au monde. Le propane est libéré lors de l'extraction du gaz naturel et du raffinage du pétrole. Les livraisons sont effectuées dans 21 pays européens et 6 pays d'Amérique du Sud et d'Asie. Les noms de marque sont : Primagaz, Calor Gas, Liquigas, Super Gas, Ipragaz et Minasgá.

### Énergies renouvelables
En 2006, SHV a pris une participation dans la société d'Utrecht Econcern, qui se concentre sur les énergies renouvelables. Début 2007, SHV a continué sur ce marché en créant The Clean Energy Company (TCEC). Cette société vise à construire progressivement une position sur le marché mondial dans le domaine des énergies renouvelables.

### Autres activités
En 1968, SHV lance la formule de vente en gros en libre-service Makro. Van Nievelt, Goudriaan & Co's Stoomvaart Maatschappij (Negoco) a été repris. Il comprenait également l'installateur A. de Hoop (1892). 
De 1970 à 1983, SHV était entièrement propriétaire de Geveke Electronics.
En 1984, Negoco est racheté par Jan Goudriaan. Depuis le 1er janvier 1984, la branche Group Technical Installations (GTI) a continué de manière indépendante sous le nom de nv GTI Holding. A cette époque, les actions étaient encore détenues à 100 % par SHV. SHV était active dans le recyclage et le traitement de la ferraille par l'intermédiaire de la société américaine David J. Joseph (DJJ). 
Le 1er janvier 1998, les filiales européennes de Makro ont été vendues au groupe allemand METRO Group. 
Depuis 2000, la société en capital-investissement NPM Capital est détenue à 100 % par SHV ; c'est à travers elle que s'opèrent les principales acquisitions, constituant ainsi un portefeuille.
En 2006, SHV s'intéresse à l'entreprise familiale Schiedam Mammoet, spécialisée dans le levage et le transport de charges lourdes. Depuis 2011, SHV est l'unique actionnaire.
En 2008, les activités de Makro dans de nombreux pays d'Asie du Sud-Est ont également été cédées. En conséquence, le résultat net de la holding a été affecté par la vente à Nucor pour 872 millions d'euros de The David J. Joseph Company (DJJ), compagnie américaine spécialisée dans le recyclage des métaux.
En 2009, SHV a repris la société ERIKS.
En 2013, les dernières succursales asiatiques de Makro en Thaïlande ont été vendues au groupe Charoen Pokhand. SHV n'a plus que des succursales en Amérique du Sud. En 2017 il y en avait 165. Une participation a également été acquise dans des chaînes telles que Otto Reichelt, Xenos et Kijkshop.
En 2015, SHV a repris Nutreco.
En 2021, SHV rachète KIWA.

## Entreprises contrôlées par la holding SHV
- SHV Energy
- Primagaz
- Makro
- Dyas (en)
- Prins Autogas
- Exploits Valley Air Services (en)
- Thoresen Chess Engines Competition
- NPM Capital
- Mammoet
- ERIKS
- Ipragaz
- Infinitas Learning (en) (depuis 2022)

## Résultats
| Année | Chiffre d'affaires | Résultat net     | Nombre d'employés |
| ----- | ------------------ | ---------------- | ----------------- |
| 2007  | € 15 245 millions  | € 569 millions   | 40 000            |
| 2008  | € 11 293 millions  | € 1 382 millions | 38 100            |
| 2009  | € 11 921 millions  | € 541 millions   | 45 800            |
| 2010  | € 16 008 millions  | € 603 millions   | 50 300            |
| 2011  | € 17 362 millions  | € 782 millions   | 54 700            |
| 2012  | € 20 010 millions  | € 714 millions   | 55 800            |